# Mănăstirea (Râul Târgului)
Mânăstirea je lijeva pritoka Râul Târgului u Rumunjskoj. Ulijeva se u Râul Târgului u Cișmei. Duljina mu je 16 km, a površina porječja 23 km2.